# Schizochroa minuta
Schizochroa minuta är en tvåvingeart som beskrevs av Willi Hennig 1969. Schizochroa minuta ingår i släktet Schizochroa och familjen Aulacigastridae.
Artens utbredningsområde är Ecuador. Inga underarter finns listade i Catalogue of Life.